# Tobias Rüger

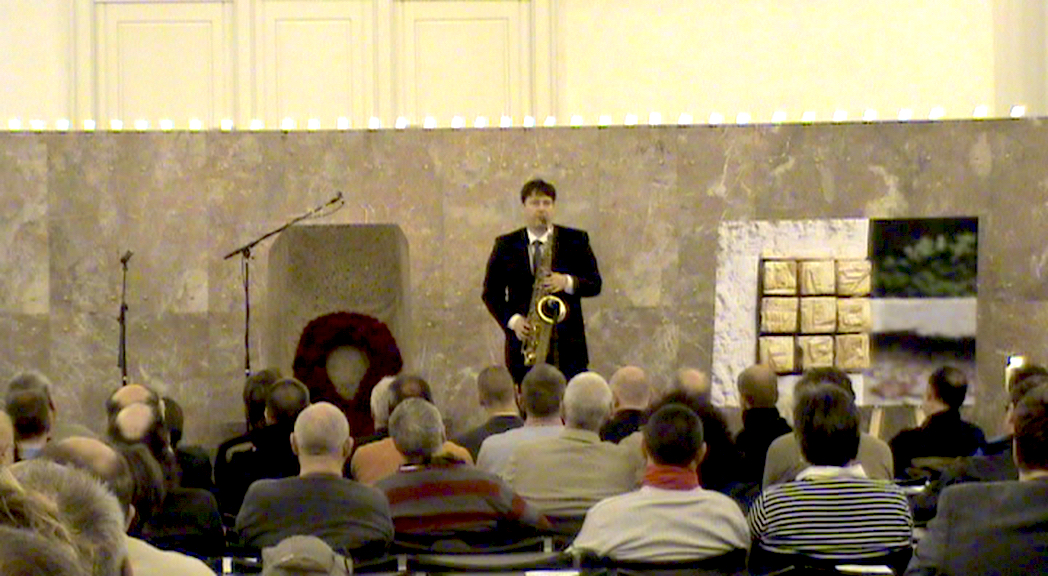

Tobias Rüger (* 1965 in Berlin) ist ein deutscher Saxofonist und Komponist.

## Leben und Wirken
Tobias Rüger erhielt 1978–1981 Saxofonunterricht bei Alfred Harth.
1988–94 studierte er an der Hochschule der Künste in Berlin klassisches Saxofon bei Detlef Bensmann sowie 1995/96 Musikwissenschaft bei Albrecht Riethmüller an der Freien Universität Berlin.
Während seines Studiums wirkte Rüger an Konzerten und Einspielungen des Rundfunk-Sinfonieorchesters Berlin mit. 1999–2003 spielte er, zusammen mit Ulrich Krieger, als Mitglied des Saxofon-Ensembles Intersax im Rahmen einer Produktion des RBB das vollständige für Saxofon(e) verfügbare Werk des US-amerikanischen Komponisten John Cage ein.
Darüber hinaus veröffentlichte er CDs mit Eigenkompositionen und schuf Hörspiel- und Bühnenmusiken für den SFB (jetzt RBB), Deutschlandfunk HR sowie das Schauspiel Frankfurt. Unter der Leitung des Regisseurs Jürgen Weber wirkte er als Bühnenmusiker an Produktionen der Oper Bonn mit. Mit seinem Quartett- und Solo-Programm trat er in europäischen Städten sowie Ägypten und Israel auf. Darüber hinaus ist er Mitglied des Ensembles der Kammeroper Frankfurt.
In seinen Kompositionen für Saxofon setzt er insbesondere Neue Spieltechniken, z. B. Mehrklänge und Zirkularatmung ein.
Neben seiner Tätigkeit als Musiker hat er für die Frankfurter Allgemeine Zeitung Artikel zu musikalischen Themen verfasst.
Tobias Rüger wohnt in Frankfurt am Main.

## Veröffentlichungen
- Intersax – A Cage of Saxophones 1 (2003), 2 (2006) und 3/4 (2010). Mode Records
- Solo – Gedanken zum Heute (2008), Zama (Essay Recordings)
- Tobias Rüger Quartett – Interlude (2008), Zama (Essay Recordings)
- Die Schwindler – Im Jazzgarten (2009), Nagel-Heyer Records
- tradición y mdodernidad – A Ladino Songbook (2009)
- Die Schwindler – Bossa (2011), Nagel-Heyer Records
- Tobias Rüger und Ronen Shapira – Radical Salon Music (2012), Zama (Essay Recordings)

## Hörspiele
- Yes, vielleicht (Text: Marguerite Duras; Regie: Marguerite Gateau), Musik für Saxofon-Trio, SWF/SFB 1989
- Chopins Klavier (Text: David Zane Meirowitz; Regie: Bernd Lau), Musik für Saxofon solo, SFB 1990
- Der Tänzer im Kristall – Aufstieg und Fall des Choreographen Rudolf Laban (Text und Regie: Christine Nagel), Musik für Saxofon solo, DLF 2005
- Regen – (Text: Anne Weber; Regie: Christine Nagel) Musik für Tenor-Saxofon und Cello, HR/DLR 2016

## Filmmusiken
- Auf gepackte Koffern, Deutschland/Israel, 2018. Regie Itai Lev
- Wir weinten tränenlos, Israel, 2022. Dokumentation von Itai Lev und Gideon Greif über das sog. Sonderkommando von Auschwitz-Birkenau